# Запольский, Никита Николаевич
Ники́та Никола́евич Запо́льский (ок. 1817 — 23 августа (4 сентября) 1863) — протоиерей Русской православной церкви, миссионер Якутской области.

## Биография
Родился в семье дьяка. Воспитывался в Сапожковском духовном училище и Рязанской духовной семинарии, которую окончил в 1840 году со степенью студента.
В 1841 году Никита Запольский был направлен в Якутск, где был посвящён в священники к Троицкому собору и в то же время был определён учителем в местное духовное училище (ныне Якутская духовная семинария). Здесь у него в марте 1842 года родился сын Николай — отец одной из первых женщин-математиков России Л. Н. Запольской. 
Перемещённый в 1844 году миссионером к походной Николаевской церкви, Никита Запольский тогда же был назначен благочинным сельских церквей, лежащих по северо-восточной стороне реки Лены, и одновременно исполнял обязанности члена Якутского духовного правления; по перенесении же Ново-Архангельской семинарии из Ситки в Якутск состоял её преподавателем.
Как миссионер, Запольский отличался огромной энергией. Он почти каждый год предпринимал самые далёкие и трудные путешествия, сопряжённые с большими лишениями. Вероятно, нет места в Якутской области, куда бы он по несколько раз не проникал с проповедью Слова Божия. Начиная с берегов Северного Ледовитого океана до притоков Амура можно видеть следы его миссионерской деятельности. Двадцатилетние труды его в этой области имели результатом обращение в православие нескольких сот язычников, открытие нескольких приходов в полярных странах и многое другое.
Последнюю зимнюю поездку по реке Алдану и отрогам Яблонового хребта он совершил в 1862 году по поручению епископа Иннокентия для выяснения вопроса, каких из тунгусов, обитающих между Амуром и Якутскою областью, причислить к Амурской миссии и каких оставить по-прежнему в заведовании якутских миссионеров. Эта поездка стоила ему жизни: он простудился и скончался 23 августа (4 сентября) 1863 1863 года.